# Sebastian Kulczyk
Sebastian Tomasz Kulczyk (ur. 16 listopada 1980 w Poznaniu) – polski przedsiębiorca, działający w obszarze nowych technologii, międzynarodowy inwestor.

## Życiorys
Absolwent I Liceum Ogólnokształcącego im. Karola Marcinkowskiego w Poznaniu. Następnie ukończył poznański Wydział Prawa i Administracji UAM (kierunek zarządzanie i marketing). Studiował również na London School of Economics and Political Science.
W wieku 19 lat za sto tysięcy złotych otrzymanych od rodziców próbował uruchomić sieć kawiarni internetowych e24.pl. Firma jednak nie odniosła sukcesu na rynku. Następnie założył, istniejącą do dziś, agencję marketingu interaktywnego GoldenSubmarine. Przez rok, w okresie 2009–2010, pracował w Londynie dla amerykańskiego banku inwestycyjnego Lazard, a następnie w dziale mediów cyfrowych Sony BMG w Nowym Jorku.
W grudniu 2013, po powrocie ze Stanów Zjednoczonych, został prezesem Kulczyk Investments, firmy będącej fundamentem działalności jego ojca. Założył fundusz venture capital Manta Ray VC inwestujący w spółki technologiczne. Inicjował projekty wspierające polskie startupy. Stworzył program akceleracyjny InCredibles. Przewodniczy kapitule projektu Jutronauci. Z jego inicjatywy po raz pierwszy w Polsce pojawił się Singularity University.
W 2021 zajął szóste miejsce na liście najbogatszych Polaków magazynu „Forbes” z majątkiem wycenianym na 6,4 mld zł.

## Życie prywatne
Syn Grażyny i Jana Kulczyków. Ma siostrę Dominikę.
5 czerwca 2010 w prowansalskim miasteczku Antibes ożenił się z Katarzyną Jordan, córką poznańskiego biznesmena z branży budowlanej i medialnej Krzysztofa Jordana. W 2017 wzięli rozwód.